# Mistress Paul
'Mistress Paul', ou 'Mrs. Paul' , est un cultivar de rosier Bourbon grimpant obtenu en 1890 et commercialisé en 1891 par le rosiériste anglais George Paul, héritier de la pépinière Paul & Sons à Cheshunt, fondée par son grand-père Adam Paul. Ce rosier est issu d'un semis de 'Madame Isaac Pereire' (Garçon, 1881). Cette rose est dédiée à l'épouse de l'obtenteur.

## Description
L'idée au départ de George Paul est d'élever des roses au coloris plus délicat en profitant de la vigueur des rosiers Bourbon; c'est ainsi qu'il utilise 'Madame Isaac Pereire'. Il donne naissance à une variété au port plus vigoureux et au beau feuillage vert foncé brillant et surtout au caractère de remontée. Ses fleurs, assez grosses et en forme de camélia, sont d'une rose très pâle presque nacré aux nuances légèrement pêche, devenant blanc perle au fur et à mesure. Elles exhalent un parfum prononcé. La floraison en petits bouquets est remontante. Il s'agit d'un petit grimpant pouvant atteindre 150 à 200 cm, bien florifère si les rameaux sont arqués. Il peut être aussi conduit en buisson. Sa zone de rusticité est de 6b à 9b: il supporte donc les hivers froids.
On peut l'admirer à l'Europa-Rosarium de Sangerhausen en Allemagne. Cette variété est idéale pour les jardins à l'anglaise, par contraste le long d'un mur de brique par exemple.

## Récompenses
- Médaille d'or de la Royal National Rose Society, 1890